# Gilbert Boucher
Louis-Gilbert Boucher (17 janvier 1782, Luzarches - 5 mars 1841) est un magistrat français.

## Biographie
Fils d'un substitut du procureur général au comté pairie de Champlâtreux, puis lieutenant général du bailliage de Fontenay, il suit ses études de droit, comme élève d'élite de Versailles, à l'académie de législation. Il obtient le diplôme de docteur en droit. Après avoir débuté comme avocat au barreau de Paris en 1807, il entre dans la magistrature où il est successivement : substitut du procureur impérial près les tribunaux de première instance de Parme et de Florence en 1808, procureur impérial près le tribunal civil d'Arezzo en 1808 et substitut du procureur général près la cour criminelle de l'Arno en 1809, puis premier avocat général devant la cour impériale de Rome en 1811.
Contraint, à la suite de la perte de l'Italie par la France, d'accepter dans un premier temps des fonctions inférieures à celles qu'il occupait alors, il devient substitut du procureur général près la cour royale d'Orléans, puis à la cour royale de Paris, procureur du roi à Joigny, puis à Auxerre.
En 1816, il est nommé procureur général à la cour royale de l'Île Bourbon. Il y est confronté à l'affaire Furcy. Sa conduite durant l'affaire et ses liens avec le gouverneur Hilaire Urbain de Laffite du Courteil déplurent à l'intendant Desbassayns-Richemont, qui le fit rentrer en Europe.
Il est ensuite nommé procureur général à la cour royale de Corse en 1819, puis procureur général près la cour royale de Poitiers.
Il est le père de Charles Gilbert-Boucher et le beau-père de Henry Gabriel Didier.

## Pour approfondir